# Брегман, Мария Геннадьевна
Мария Геннадьевна Брегман (род. 1976, Москва) — российская писательница, прозаик, поэтесса, арт-критик и литературный критик.

## Биография
Родилась в 1976 году в Москве; окончила Литературный институт и Высшие литературные курсы литературного института им. А. М. Горького.
Является матерью двоих детей.

## Творческая деятельность

### Кураторская деятельность и работа в сфере искусства
Мария Брегман имеет значительный опыт в организации и кураторстве культурных проектов. Работала в Фонде содействия ЮНЕСКО под руководством президента Российской академии художеств Зураба Церетели, где, в частности, курировала его персональные выставки. Создала видео-проект «Университеты Мира» для телеканала «Культура».
Регулярно входит в состав жюри различных культурных конкурсов и премий. Являлась членом оргкомитета и жюри премий SIFFA Award и Creativitys UK Award, а также входила в жюри Международного проекта «Пишем книгу мира» Всероссийского фестиваля искусств «Планета детства».

### Литературная и арт-критика
Как критик и культурный обозреватель, Мария Брегман является автором аналитических статей для ряда независимых изданий. Её работы публиковались в таких профильных изданиях, как Our Culture Mag, en:ArtCulture.UK и Afisha London, а также на портале «Год литературы». Наряду с этим, она сотрудничает с ведущими международными лайфстайл-изданиями, такими как Cosmopolitan, Glamour, ELLE и Esquire, где освещает культурные события для широкой аудитории. Помимо авторской деятельности, она выступает в качестве основателя и главного редактора онлайн-журнала en:Creativitys.UK.
Ее экспертиза в области литературы также нашла применение в сфере высоких технологий. Мария выступает в качестве литературного консультанта для AI-стартапа AI Disraeli, специализирующегося на разработке искусственного интеллекта для создания текстов. Ее работа над проектом была представлена на одной из крупнейших технологических конференций Европы VivaTech (Париж, 2022).
С 2018 года является членом Союза журналистов России.

### Литературная деятельность и международное участие
Мария Брегман является активной участницей международной литературной жизни. Регулярно принимает участие в литературных салонах «Русская литература» в Париже (2022—2024), выступала на литературных чтениях в Лондоне (клуб «Глагол») и на российско-польском фестивале в Калининграде и в Сопоте в августе 2015 года. В 2025 году представила доклад на индийско-российской конференции в рамках Всемирной книжной ярмарки в Дели. Проводит творческие вечера в России, в том числе в детской библиотеке Братьев Гримм, на Гоголевском бульваре в День города в Москве (2015) и в Доме писателя в Санкт-Петербурге (2025). Выступает на радио «ЛитФМ».
С 2018 года — член Союза российских писателей. 
В 2025 году выступила в качестве автора предисловия и переводчика в международном журнале поэзии «Плавучий мост» (№ 1(39)-2025):
- Написала предисловие к подборке стихотворений Дмитрия Бобышева[26].
- Приняла участие в коллективном переводе с непальского языка стихов поэта Сумана Покхрела[27].

Произведения Марии Брегман переведены на английский, немецкий, китайский, иврит и другие языки.

## Отзывы
«Давно такого не читал: бесхитростные деревенские рассказы с простыми сюжетами, написанные простым ясным слогом, по-детски свежо, чисто, светло. Легко читаются, да и на душе от них легко.» Дмитрий Бобышев.
«Мария Брегман пишет красиво и поэтично, а ее изображение суровой русской зимы и русского леса одновременно потрясающе и точно.» Эван Харви.
«Нежный и тонкий рассказ Марии Брегман „Челновая“, в котором сочетаются красота деревенской природы, семейный уют, радость влюблённости.» Вера Линькова.

### Книги
- «Щелкунчик» (поэма по мотивам сказки Э.Т.А. Гофмана). — М.: Союз российских писателей, 2016.
- «Слияние со светом» (совместно с Георгием Брегманом). — СПб.: ФормаТ, 2018.[31]
- «Nutcracker». — Amazon Publishing, 2024. — ISBN 979-8-87224-823-1.[32]
- «Глаз Божий» (совместно с Георгием Брегманом). — СПб.: ФормаТ, 2025. — ISBN 978-5-98147-175-9.
- «Челновая». — М.: Союз российских писателей, 2025. — ISBN 978-5-901511-63-3.

### Публикации в сборниках и журналах
- Рассказ «Глаз Божий» // «Лед и пламень»: альманах. — 2015. — № 3.[33]
- Публикация в сборнике женской прозы «Я научила женщин говорить…», 2016 г.
- Цикл рассказов в журнале «Иртышъ-Омь», 2018, 2019, 2020 г.
- Публикация в сборнике «Дочки-матери», 2020 г.
- Публикация в альманахе «Линия фронта», 2020 г.[34]
- Цикл рассказов в журнале «Тарские ворота», 2020 г.
- Публикация в сборнике «Новости женского рода», 2022 г.
- «Река течет…» (цикл рассказов) // «Москва»: журнал. — 2022.[35]
- «Челновая. Рассказы» // «Под часами»: журнал. — 2022. — № 21, кн. 2.
- «За Елчу за черникой» // «Под часами»: журнал (Смоленск). — 2023. — № 22.
- Кроме указанных выше, публиковалась в альманахах «Девочка на шаре», «Память женского рода», «Семейное счастье» и других.

## Награды и премии
- Дипломант конкурса им. А. А. Ахматовой «Я научила женщин говорить…», 2015 г.
- Дипломант Международного литературного Тютчевского конкурса «Мыслящий тростник», 2017 г.[36]
- Дипломант Всероссийского конкурса «Линия фронта», посвященный юбилею Второй мировой войны, 2020 г.[37]
- Лауреат Международного литературного конкурса «Новые амазонки», 2022 г.[38][39]
- Вошла в лонг-лист в номинации художественная проза премии Фазиля Искандера, Fazil Iskander International Literary Award, 2022 г.[40][41].